# Cantonul Évran
Cantonul Évran este un canton din arondismentul Dinan, departamentul Côtes-d'Armor, regiunea Bretania, Franța.

## Comune
- Évran (reședință)
- Le Quiou
- Les Champs-Géraux
- Plouasne
- Saint-André-des-Eaux
- Saint-Judoce
- Saint-Juvat
- Tréfumel